# Посад (Новгородская область)
Посад — деревня в Новгородском муниципальном районе Новгородской области, входит в состав Савинского сельского поселения.

## География
Посад расположен на правобережье реки Вишера, на расстоянии 20 км по автодороге от деревни Новоселицы.

## История
Посад упоминается, как Подмонастырская слободка (относительно Ионо-Отенского монастыря) в составе Пречистенского Мытенского погоста в «Исповедных росписях церквей Новгородского и Крестецкого уездов за 1796 г.»
По состоянию на 1847 год, в деревне насчитывалось 37 дворов (карта Безкорниловича М. О).
До упразднения Новгородской губернии Посад относился к Папоротско-Островской волости Крестецкого уезда.
До весны 2014 года деревня входила в состав ныне упразднённого Новоселицкого сельского поселения.

## Население
| 2010 |
| ---- |
| 48   |

## Достопримечательности
В 4 км на северо-запад от деревни расположено урочище Оттенское, там существовал Ионо-Отенский монастырь, а ещё раньше Харитонова Отня пустошь, упоминается с 1420 года. Во время Великой Отечественной войны монастырские постройки занимала Голубая испанская дивизия, для того чтобы выбить испанцев, было решено уничтожить монастырь «Катюшами». Оставшиеся руины причислены к объектам, представляющим историческую и художественную ценность.

## Транспорт
Через деревню проходит автомобильная дорога от федеральной автомобильной дороги «Россия» М10 (E 105) до дороги Р53 (Спасская Полисть — Селищи — Малая Вишера — Любытино — Боровичи). Ближайшая железнодорожная станция расположена на главном ходу Октябрьской железной дороги — в городе Малая Вишера, в 40 км по автомобильной дороге, а также станция Новгород-на-Волхове в Великом Новгороде.